# Ctenorillo regulus
Ctenorillo regulus är en kräftdjursart som först beskrevs av Van Name 1920. Ctenorillo regulus ingår i släktet Ctenorillo, och familjen Armadillidae. Inga underarter finns listade i Catalogue of Life.